# Rogelio Barcenilla
Rogelio Barcenilla (ur. 23 stycznia 1972 w Bacolodzie) – filipiński szachista, arcymistrz od 2010 roku.

## Kariera szachowa
Wielokrotnie reprezentował Filipiny w mistrzostwach świata i Azji juniorów, dwukrotnie zdobywając tytuły mistrza Azji juniorów do 20 lat, jak również zajmując 6. miejsce na mistrzostwach świata juniorów do 20 lat (Mamaja 1991). 
Normy na tytuł arcymistrza wypełnił w latach 1993 (w Dżakarcie), 1998 (w Olongapo) oraz 2009 (w Mesie). Do innych jego sukcesów w turniejach międzynarodowych należą m.in. dz. II m. w Cebu City (za Ianem Rogersem, wspólnie z Dibyendu Baruą i Niazem Murshedem), III m. w Canberze (1995) oraz II m. w Nowym Jorku (2000, za Janem Gustafssonem).
Wielokrotnie reprezentował Filpiny w turniejach drużynowych, m.in.:
- trzykrotnie na olimpiadach szachowych (w latach 1988, 1992, 1996)[3],
- trzykrotnie na drużynowych mistrzostwach Azji (w latach 1991, 1993, 1995); trzykrotny medalista: wspólnie z drużyną – złoty (1995), srebrny (1991) i brązowy (1993)[4],
- na drużynowych młodzieżowych (do 26 lat) mistrzostwach świata (w roku 1995); medalista: wspólnie z drużyną – srebrny (1995)[5].

Najwyższy ranking w dotychczasowej karierze osiągnął 1 lipca 2009 r., z wynikiem 2518 punktów zajmował wówczas 4. miejsce wśród filipińskich szachistów.